# 흥도 나들목
흥도 나들목(Heungdo IC)은 경기도 고양시 덕양구 도내동에 설치된 평택파주고속도로의 2번, 권율대로의 나들목이다. 2020년 11월 7일에 개통되었다. 요금소는 평택 방향 진입, 파주 방향 진출 차량들의 통행료를 징수하기 위해 설치되어 있다. 건설 당시 가칭은 행신 나들목이었다.

## 연혁
- 2015년 8월 7일 : 서울문산고속도로 신설을 위해 고양시 도시계획시설 교통광장에 덕양구 도내동 일원을 행신 나들목으로 고시[1]
- 2020년 11월 7일 : 평택파주고속도로 서울 ~ 파주 구간 개통과 함께 흥도 나들목으로 통행 개시[2]

## 구조물 정보
- 위치 : 경기도 고양시 덕양구 도내동
- 영업소: 경기도 고양시 덕양구 수원문산고속도로 49

## 접속하는 도로
- 고양시도 제79호선 (권율대로)